# Les Deux Corps du roi
Les Deux Corps du roi. Essai sur la théologie politique au Moyen Âge (The King’s Two Bodies. A study on medieval political theology) est un classique d'histoire médiévale, d'histoire du droit et de philosophie politique publié en 1957 par Ernst Kantorowicz, alors enseignant à l'Institute for Advanced Study de Princeton.
Immédiatement salué par la critique universitaire, ce livre n'a cependant été traduit que tardivement dans différents pays. Il demeure toutefois l'un des ouvrages d'histoire les plus populaires du XXe siècle, presque autant cité que La Méditerranée et le monde méditerranéen à l'époque de Philippe II de Braudel, et qui a pu aller jusqu'à fournir l'inspiration d'ouvrages d'epic fantasy (Ugo Bellagamba et Thomas Day, 2003).

## La thèse principale
En se focalisant sur l'étude des Tudor, mais aussi sur la monarchie française, la pièce Richard II de Shakespeare, les effigies de cire des rois, etc., Kantorowicz y montre comment les historiens, théologiens et canonistes du Moyen Âge concevaient et construisaient la personne et la charge royales ; le roi possède un corps terrestre et mortel, tout en incarnant le corps politique et immortel, la communauté constituée par le royaume. Cette double nature, humaine et souveraine du « corps du roi », explique l'adage « Le roi est mort, vive le roi ! », apparu - tardivement - lors de l'enterrement de Louis XII en 1515, le corps du souverain ne pouvant précisément mourir, ni d'ailleurs pécher.
L'historien Patrick Boucheron (2006) écrit ainsi :
« Parce qu'il est naturellement un homme mortel, le roi souffre, doute, se trompe parfois : il n'est ni infaillible, ni intouchable, et en aucune manière l'ombre de Dieu sur Terre comme le souverain peut l'être en régime théocratique. Mais dans ce corps mortel du roi vient se loger le corps immortel du royaume que le roi transmet à son successeur. »
La conception britannique de ce double corps du roi, analogue à certaines théories christologiques, peut conduire à une opposition interne à celui-ci : ainsi, le Roi peut s'opposer au roi. En particulier, le Roi en son conseil, c'est-à-dire le Parlement, peut prétendre s'opposer au roi, en parlant pour le Roi lui-même. Cette interprétation spécifique à la Grande-Bretagne la distingue des versions absolutistes en vigueur sur le continent.

## La préface

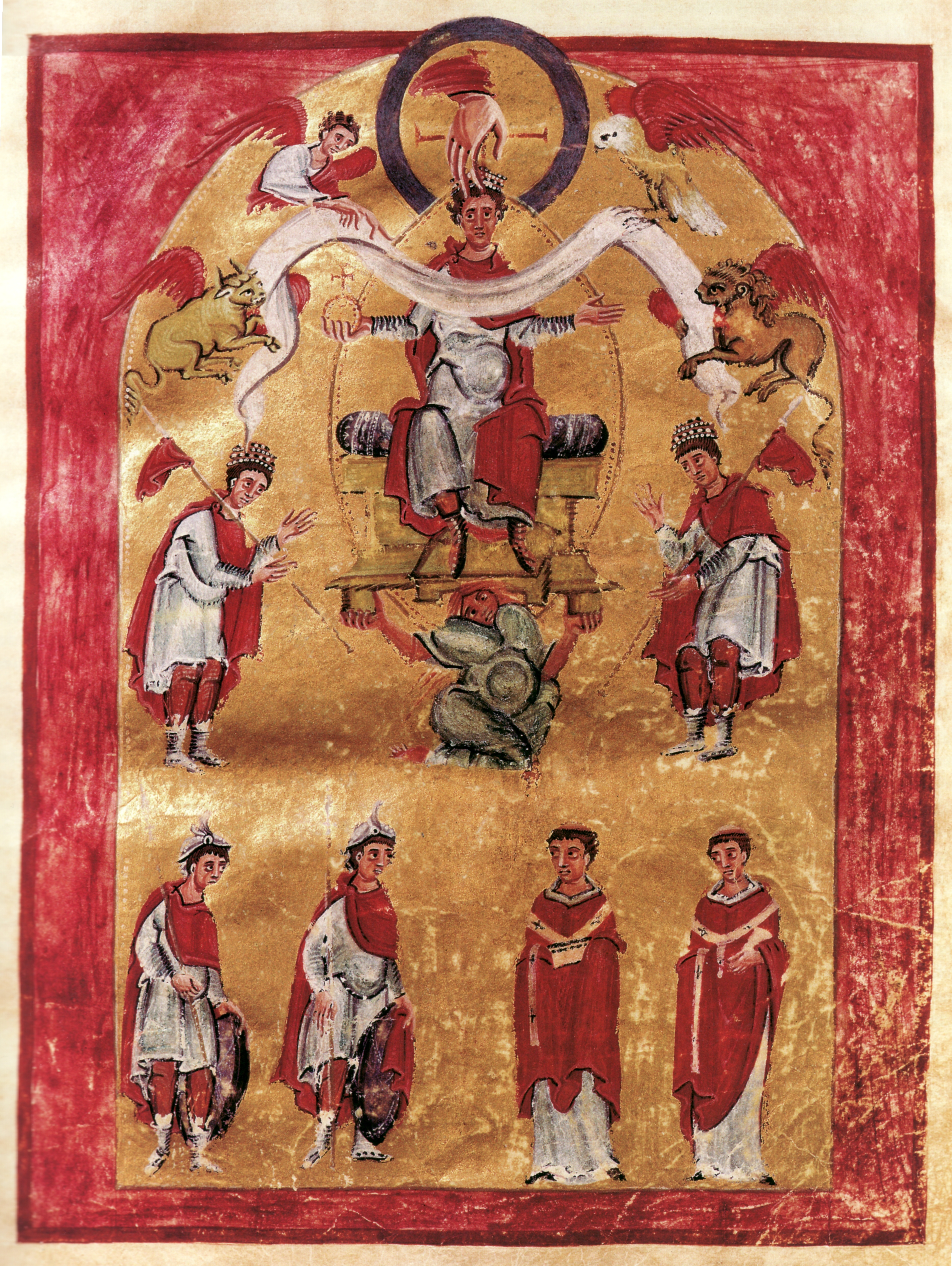
Représentation d'Othon II dans une mandorle, miniature de l'école de Reichenau, Aix-la-Chapelle, vers 975. Cette miniature de l'Évangile est commentée par Kantorowicz dans Les Deux Corps du roi, chap. III, §2 « Le frontispice des évangiles d'Aix-la-Chapelle ».

Selon la préface, cet ouvrage trouve son origine dans une conversation avec le juriste américain Max Radin, représentant du legal realism. L'étude peut être conçue, « entre autres », comme une tentative de comprendre et de démontrer comment « certains axiomes d'une théologie politique qui mutatis mutandis devaient demeurer valides jusqu'au XXe siècle ont commencé à se développer durant le Bas Moyen Âge ». Immédiatement après, Kantorowicz précisait, dans une allusion transparente à l'Allemagne nazie mais aussi à d'autres pays non identifiés, que les « obsessions » modernes, les « dogmes » et « théologismes politiques » du XXe siècle n'avaient cependant pas été le principal sujet du livre ni la raison de sa rédaction. Sans prétendre élucider « le ''mythe de l'État'' (Ernst Cassirer) », l'ouvrage voulait cependant apporter sa pierre à cette analyse.
S'aventurant dans le champ de l'histoire du droit, Kantorowicz s'excuse de son défaut d'expertise dans ce domaine, tout en déplorant la rareté des sources, regrettant par exemple que ne fussent pas alors publiés des ouvrages du jurisconsulte Hugo de Pise. Cela l'amène à des considérations relatives aux difficultés matérielles de la recherche et, étant donné que certaines sources citées n'étaient disponibles que dans une « demi-douzaine de bibliothèques » aux États-Unis, il préconisait aux étudiants de photocopier sans hésitation les différents passages cités.

### Les remerciements
Parmi les professeurs remerciés pour leur éclairage, l'helléniste Harold F. Cherniss interrogé pour ce qui concernait la philosophie antique; l'historien de l'art Erwin Panofsky ainsi que l'historien de l'art byzantin Kurt Weitzmann; les médiévistes Gaines Post  et Joseph Strayer ; l'historien de l'Antiquité et archéologue Andreas Alföldi, et surtout Theodor E. Mommsen (en), neveu du Prix Nobel Mommsen, qui lut le manuscrit entier et discuta ses passages avec l'auteur . Leonardo Olschki est aussi remercié pour son apport sur le chapitre concernant Dante.

## L'accueil de la critique
Le livre fut immédiatement salué par la critique universitaire, en particulier par William Dunham ou Peter Riensenberg. Dunham le compara ainsi à Domesday Book and Beyond: Three Essays in the Early History of England (1897) de Frederic William Maitland, considéré comme l'un des meilleurs livres parmi une demi-douzaine, en termes d'histoire et de conceptualisation, tandis que Riesenberg le qualifiait d'ouvrage d'histoire médiévale le plus intéressant depuis « les dernières générations ». Le médiéviste français Robert Folz, qui devint l'un de ses relais principaux en France, parlait d'un « livre magistral »; Norman Cantor, qui devint par la suite l'un de ses critiques majeurs, évoqua « la plus importante contribution historique depuis Fritz Kern (de) », etc.. Dans le Spectator, l'historien Geoffrey Barraclough (en) approuvait vigoureusement le choix du sous-titre, en rupture avec une interprétation sur-rationaliste qui aurait préféré parler de « pensée politique médiévale » .
Plus tard, Michael Bentley (1997) le compare, malgré une orientation très différente, aux Rois thaumaturges (1924) de Marc Bloch.
En dépit de cette quasi-unanimité, certains cependant regrettaient ce qu'ils considéraient comme une œuvre trop conceptuelle et pas assez éclairante quant aux usages juridiques pratiques de la « doctrine des deux corps », tandis qu'à l'inverse de Barraclough, d'autres rejetaient le concept de théologie politique, qu'ils considéraient trop proche de la problématique de Carl Schmitt, célèbre pour sa thèse selon laquelle « Tous les concepts prégnants de la théorie moderne de l'État sont des concepts théologiques sécularisés. »

## Traduction et postérité
Malgré cet accueil, Les Deux corps du roi ne devint célèbre dans le monde qu'après un certain temps, notamment à l'occasion des travaux d'anthropologie culturelle des années 1970 et 1980. Publié en 1957, il fut ainsi traduit en espagnol en 1985 ; en italien et en français en 1989 (par Jean-Philippe et Nicole Genet) ; en allemand en 1990 ; en polonais et en portugais en 1997. En France, Il est réédité par Gallimard en janvier 2020 dans la collection Folio histoire (n° 293).
D'une manière générale, les travaux d'Ernst Kantorowicz ont représenté une contribution majeure à la compréhension de la genèse de l'État moderne, en particulier dans ses fondements symboliques. Aux États-Unis, Ernst Kantorowicz faisait partie de ceux que l'on a appelés les « cérémonialistes américains », qui se proposent d'étudier les symboles du pouvoir dans les monarchies anglaise et française à l'époque moderne. On peut citer son ami, l'historien de l'art Erwin Panofsky qui lui a offert une approche iconographique de la théorie des « deux corps » mais aussi deux de ses disciples, Ralph Giesey et Richard A. Jackson. Celui-là est l'auteur du texte Le roi ne meurt jamais, celui-ci d'un ouvrage sur les acclamations royales, Vivat rex.
En 2017, le président de la République française Emmanuel Macron allègue la « double dimension du corps du roi », cette dualité inspirée de l'ouvrage d'Ernst Kantorowicz, qu'il entend appliquer à sa présidence.